# Вхідний документ
Вхідний документ - документ, що надходить від сторонніх організацій чи фізичних осіб.

## Прийняття та попередній розгляд вхідних документів
Правильна організація роботи з документами на підприємствах полягає у створенні умов, що забезпечують зберігання необхідної документальної інформації, її швидкий пошук, оперативність переміщення й виконання, а також забезпечення умов для всіх видів робіт з документами з моменту складання чи отримання до знищення чи передачі в архів.
Усі документи, що надходять до установи, у тому числі створені за допомогою ПК, приймаються централізовано в канцелярії або секретарем. Як правило, у канцелярії розкриваються всі конверти за винятком тих, що мають напис "особисто". У разі пошкодження конверта робиться відмітка в поштовому реєстрі. Конверти зберігаються й додаються до документів у разі, коли лише за конвертом можна встановити адресу відправника, час відправлення та одержання документа або коли в конверті відсутні конкретні документи чи встановлено невідповідність номерів документів номерам на конверті.
Неправильно оформлені (не підписані, не засвідчені), пошкоджені або надіслані не за адресою документи повертаються відправнику або пересилаються адресату.
Документи, що надійшли до установи у вигляді службових листів, підлягають попередньому розгляду, який здійснюється керівником канцелярії або секретарем. Вхідні документи можуть бути доставлені поштою, з кур'єром, у вигляді факсимільного або електронного повідомлення. 
Метою попереднього розгляду документів є поділ їх на ті, що потребують обов'язкового розгляду керівництвом установи або виконавцями, визначення необхідності реєстрації документів, а також встановлення термінів виконання документів, які передаються структурним підрозділам чи безпосереднім виконавцям.
Попередній розгляд документів повинен здійснюватися в день одержання або в перший робочий день у разі надходження їх у неробочий час. Доручення органів вищого рівня, телеграми, телефонограми, факси розглядаються негайно.
Керівництву установи в першу чергу передаються закони України, акти та кореспонденція Верховної Ради, Президента, Кабінету Міністрів, органів виконавчої влади, а також найважливіші документи, які містять інформацію з принципових питань діяльності установи й потребують вирішення керівництвом. Інші документи передаються у структурні підрозділи й виконавцям.

## Етапидокументообігу
Документи, що надійшли до установи, проходять такі етапи:
- первинна обробка;
- попередній розгляд;
- реєстрація;
- розгляд документів керівництвом;
- направлення для виконання;
- контроль за виконанням;
- виконання документів;
- підшивка документів до справ.

Попередній розгляд документів здійснюється з метою розподілу їх на такі, що повинні бути зареєстровані, і такі, що не підлягають реєстрації.